# Olga Walerjewna Abramowa
Olga Walerjewna Abramowa (russisch Ольга Валерьевна Абрамова; * 15. September 1988 in Barysch, Oblast Uljanowsk, Russische SFSR, Sowjetunion) ist eine russische Biathletin, die seit 2012 für die Ukraine startet.

## Karriere
Olga Abramowa wurde zu Beginn ihrer Karriere von ihrer Mutter Jelena Abramowa trainiert, jetzt wird sie von Nikolai Lopuchow betreut. Sie gab ihr internationales Debüt 2011 in Osrblie im IBU-Cup. Schon in ihrem ersten Rennen, einem Einzel, erreichte sie hinter Jori Mørkve den zweiten Platz und damit ihre erste Podiumsplatzierung. Im folgenden Sprint konnte sie als 34. diesen Erfolg nicht wiederholen, doch nur eine Woche später in Bansko verpasste die Russin im Sprint nur um einen Rang das Podium und wurde Vierte. Bei den Sommerbiathlon-Weltmeisterschaften 2011 in Nové Město na Moravě wurde sie mit der russischen Mixed-Staffel Weltmeisterin. Seit Sommer 2012 startet Abramowa für die Ukraine.
Am 9. Februar 2016 wurde bekannt, dass Abramowa von der IBU wegen eines positiven Dopingbefundes vom 10. Januar 2016 vorläufig vom Wettkampfgeschehen ausgeschlossen wurde. Beim Test war die Substanz Meldonium gefunden worden, ein Herz-Kreislaufmittel, das seit Jahresbeginn auf der Verbotsliste stand. Im November wurde sie rückwirkend für ein Jahr gesperrt und alle Ergebnisse ab 10. Januar gestrichen.

## Statistik

### Platzierungen im Biathlon-Weltcup
Die Tabelle zeigt alle Platzierungen (je nach Austragungsjahr einschließlich Olympische Spiele und Weltmeisterschaften).
- 1.–3. Platz: Anzahl der Podiumsplatzierungen
- Top 10: Anzahl der Platzierungen unter den ersten zehn (einschließlich Podium)
- Punkteränge: Anzahl der Platzierungen innerhalb der Punkteränge (einschließlich Podium und Top 10)
- Starts: Anzahl gelaufener Rennen in der jeweiligen Disziplin
- Staffel: inklusive Mixed- und Single-Mixed-Staffeln

| Platzierung            | Einzel | Sprint | Verfolgung | Massenstart | Staffel | Gesamt |
| ---------------------- | ------ | ------ | ---------- | ----------- | ------- | ------ |
| 1. Platz               |        |        |            |             |         |        |
| 2. Platz               |        |        |            |             |         |        |
| 3. Platz               |        |        |            |             | 3       | 3      |
| Top 10                 |        | 2      | 1          |             | 7       | 10     |
| Punkteränge            |        | 10     | 10         | 2           | 8       | 30     |
| Starts                 | 3      | 28     | 14         | 4           | 9       | 58     |
| Stand: 10. Januar 2022 |        |        |            |             |         |        |